# Nomenclatura delle unità territoriali per le statistiche della Finlandia
La nomenclatura delle unità territoriali statistiche della Finlandia (NUTS:FI) si basa sui seguenti tre livelli:
1. NUTS 1: Finlandia continentale e isole Åland
2. NUTS 2: cinque "grandi aree" (suuralueet in finlandese, sorområden in svedese), i cui nomi in alcuni casi corrispondono alle province della Finlandia, sebbene le linee di confine siano lievemente diverse
3. NUTS 3: le diciannove regioni della Finlandia.

| NUTS 1                  | NUTS 1 | NUTS 2                | NUTS 2                     | NUTS 3          | NUTS 3 |
| Suddivisione principale | Codice | Grandi aree           | Codice                     | Regioni         | Codice |
| ----------------------- | ------ | --------------------- | -------------------------- | --------------- | ------ |
| Finlandia continentale  | FI1    | Uusimaa               | FI1B                       | Uusimaa         | FI1B1  |
|                         | FI1    | Finlandia meridionale | FI1C                       | Varsinais-Suomi | FI1C1  |
| Kanta-Häme              | FI1    | Finlandia meridionale | FI1C                       | FI1C2           |        |
| Päijät-Häme             | FI1    | Finlandia meridionale | FI1C                       | FI1C3           |        |
| Kymenlaakso             | FI1    | Finlandia meridionale | FI1C                       | FI1C4           |        |
| Carelia Meridionale     | FI1    | Finlandia meridionale | FI1C                       | FI1C5           |        |
| Finlandia orientale     | FI1    | FI1D                  | Savo Meridionale           | FI1D1           |        |
| Finlandia orientale     | FI1    | FI1D                  | Savo Settentrionale        | FI1D2           |        |
| Finlandia orientale     | FI1    | FI1D                  | Carelia Settentrionale     | FI1D3           |        |
| Finlandia orientale     | FI1    | FI1D                  | Ostrobotnia Centrale       | FI1D5           |        |
| Finlandia orientale     | FI1    | FI1D                  | Lapponia                   | FI1D7           |        |
| Finlandia orientale     | FI1    | FI1D                  | Kainuu                     | FI1D8           |        |
| Finlandia orientale     | FI1    | FI1D                  | Ostrobotnia Settentrionale | FI1D9           |        |
| Finlandia occidentale   | FI1    | FI19                  | Finlandia Centrale         | FI193           |        |
| Finlandia occidentale   | FI1    | FI19                  | Ostrobotnia Meridionale    | FI194           |        |
| Finlandia occidentale   | FI1    | FI19                  | Ostrobotnia                | FI195           |        |
| Finlandia occidentale   | FI1    | FI19                  | Satakunta                  | FI196           |        |
| Finlandia occidentale   | FI1    | FI19                  | Pirkanmaa                  | FI197           |        |
| Isole Åland             | FI2    | Isole Åland           | FI20                       | Isole Åland     | FI200  |

Oltre alla classificazione NUTS, la Finlandia è suddivisa anche nei due livelli di unità amministrative locali (LAU), costituiti dai distretti (LAU 1) e dai comuni (LAU 2).